# Assassinat a Cognac
Assassinat a Cognac (títol original en francès, Meurtres à Cognac) és un telefilm francobelga de la col·lecció Assassinats a..., escrit per Estelle Koenig i Simon Rocheman i dirigit per Adeline Darraux. Es va emetre per primera vegada a Suïssa el 3 d'abril de 2020 a RTS Un, a Bèlgica el 5 d'abril a La Une, i a França el 26 de desembre a France 3. L'estrena a França va ser seguida per 5,313 milions d'espectadors, cosa que va representar el 22,2% de quota de pantalla. S'ha doblat al valencià per a À Punt.
Aquesta ficció és una coproducció de Frenchkiss Pictures, France Télévisions, Be-Films i RTBF, amb la participació de TV5 Monde Radio télévision suisse (RTS) i el suport de la regió de la Nova Aquitània.
El rodatge va tenir lloc del 25 de setembre al 22 d'octubre de 2019 al departament de la Charente, sobretot a Cougnat.

## Sinopsi
La Clémentine Segonzac, filla d'un petit productor de conyac, fa equip amb en Yassine Benjebbour, recentment traslladat de Marsella. Estan investigant l'assassinat d'un mestre bodeguer. Ràpidament, es fa evident que el motiu de l'assassinat està relacionat amb la producció de conyac i, en particular, un conyac prefil·loxèric excepcional.